# Lamanai
Lamanai (de « Lama'anayin », crocodile sous l'eau  en langue maya,  est un site archéologique maya localisé dans le nord du Bélize à l'embouchure de la New River dans le district d'Orange Walk. Le nom du site est d'origine précolombienne. Il a été repris par les missionnaires espagnols et se retrouve sur une inscription maya sous la forme Lama'an'ain.

## Histoire
Lamanai a été occupée de façon continue depuis l'époque préclassique jusqu'au début de l'époque coloniale. Sa situation à l'embouchure de la New River en a fait un important centre d'échanges commerciaux avec les cités du Petén, ainsi qu'avec le Yucatan et le Mexique central et même l'amérique centrale. Lamanai est un des rares sites mayas de la région à avoir survécu à l'«effondrement classique» au XIe siècle. Les moines espagnols fondèrent une première église en 1570, puis une deuxième, mais les Mayas se révoltèrent et chassèrent les Espagnols.

## Description du site
La plus grande partie du site est restée inexplorée jusqu'au milieu des années 1970. Le travail de recherche et de restauration des archéologues s'est concentré sur les plus grandes structures, principalement le temple aux masques de jaguar (structure N10-9) et le grand temple. La vue du sommet de ce dernier temple donne sur la jungle et le lagon voisin de la New River. Face à la Structure N10-27 se trouve la Stéle 9 érigée en 625 commémorant l'accession d'un souverain.

## Recherches archéologiques
La première description détaillée de ces ruines par Thomas Gann date de 1970. Les fouilles ont été faites de 1974 à 1986 sous la direction de David M. Pendergast du Royal Ontario Museum. D'autres fouilles et restaurations ont été faites depuis 2004. Les ruines ont été fouillées par les villageois  de l'église indienne du Bélise et de l'organisation San Carlos. Le projet actuel est codirigé par le Dr Elizabeth Graham et le Dr Scott Simmons. 

## Tourisme
Lamanai est accessible aux touristes sous forme d'une excursion en bateau d'une journée organisé  depuis ville de Orange Walk Town sur la « New River ». Un petit musée local expose les découvertes faites sur le site.

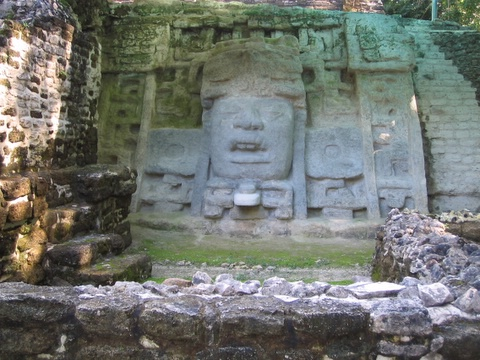
Masque de la structure N9-56. Ce masque a été recouvert lors de l'agrandissement de la pyramide. Le mur au premier plan est en fait le mur de le la pyramide suivante et recouvrait le masque.
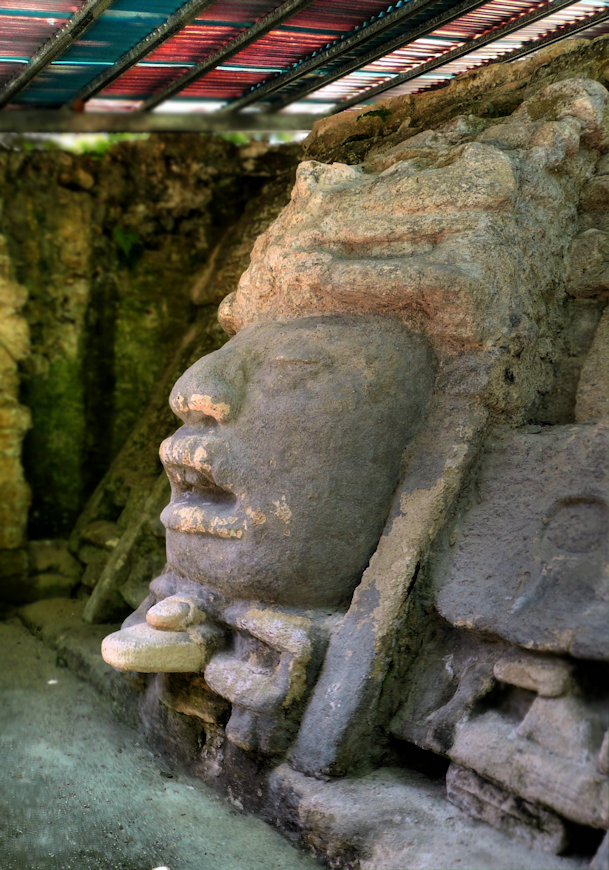
Masque de la structure N9-56
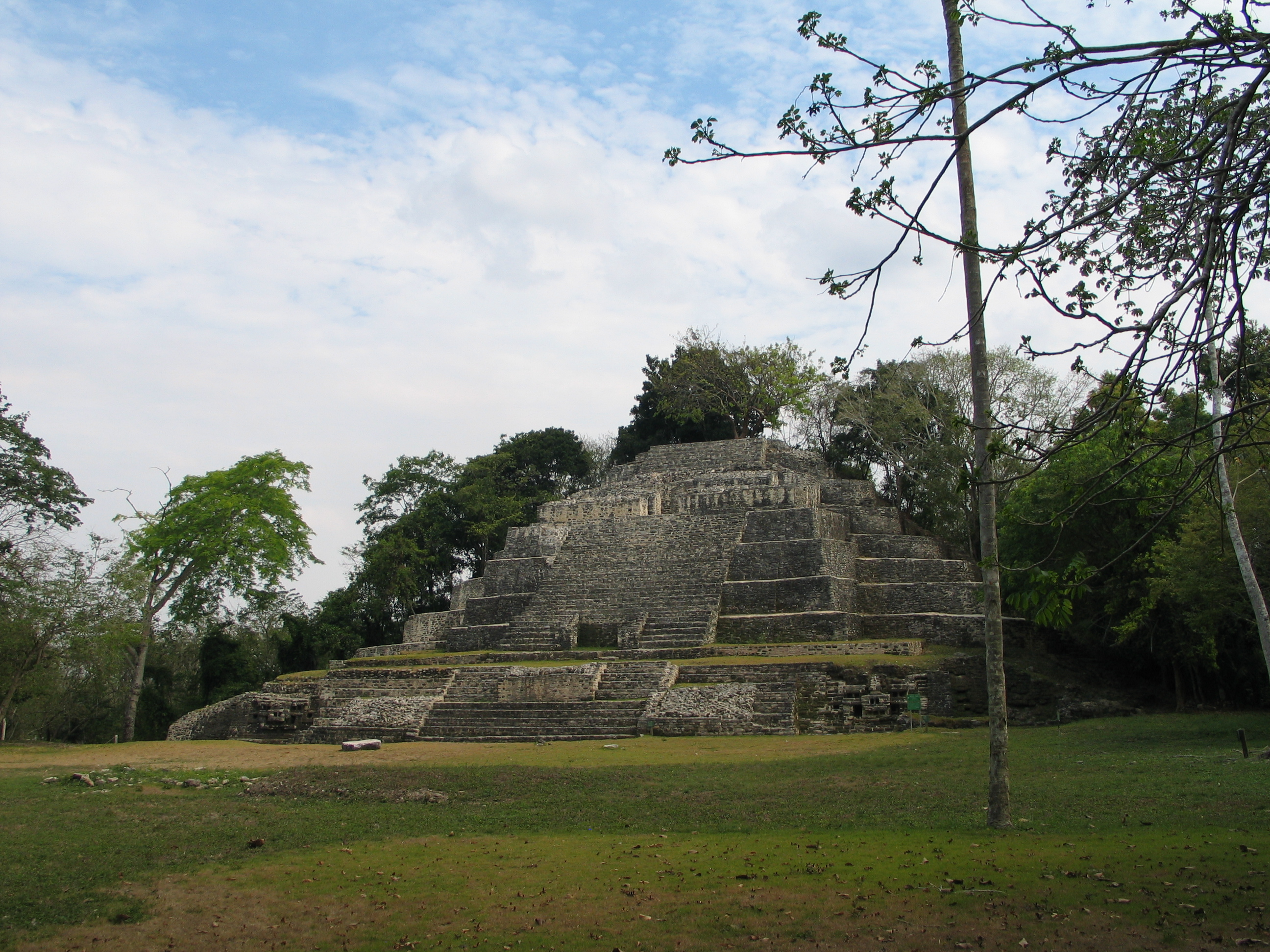
pyramide aux masques de jaguars.
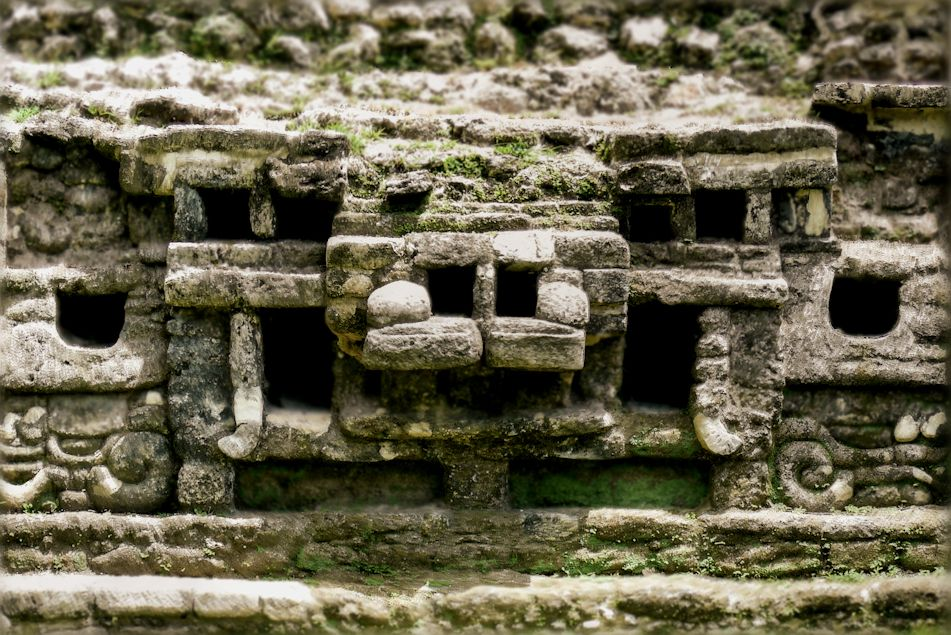
Fresque représentant la tête d'un jaguar à la base de la pyramide aux masques de jaguars.